# Rock demenziale
Rock demenziale è un'espressione, coniata nel 1978 dall'artista italiano facente parte della prima ondata di musica punk in Italia, Freak Antoni, che si riferisce all'opera di gruppi e artisti rock, punk ma anche heavy metal i cui testi sono caratterizzati da un certo tipo di comicità estrema e surreale spesso identificato, in diversi contesti, con l'aggettivo demenziale; trova un suo corrispettivo, anche se non completamente sovrapponibile, al termine inglese comedy rock.
Il fenomeno era legato, almeno agli albori (il biennio 1977-1978), all'esplosione creativa del punk e del movimento del Settantasette.

## Definizione
Per estensione, può indicare musica pop (anche non strettamente rock) con testi apertamente umoristici: ma non essendo necessariamente rock il genere dei cosiddetti artisti "demenziali", sarebbe più corretto utilizzare il termine musica demenziale. La definizione è vaga per diversi motivi: innanzitutto perché il concetto stesso di demenziale è suscettibile di diverse interpretazioni.
Se a un estremo dello spettro c'è il fine calembour a scopo ironico o la creatività linguistica, all'altro c'è il semplice uso ostentato di locuzioni scurrili (spesso con coloriture gergali o dialettali). In ogni caso, evidentemente, non sarebbe corretto parlare di rock demenziale come di un "genere musicale", essendo la definizione relativa a differenti stili musicali; tuttavia, quest'uso incongruo dell'espressione è estremamente diffuso, per almeno due motivi:
- molti gruppi di rock demenziale adottano sonorità simili fra loro, generalmente prossime a quelle del pop rock o del punk rock, contribuendo a creare l'idea del rock demenziale come "genere" musicalmente omogeneo (sebbene non manchino i casi di gruppi etichettati come "rock demenziale" la cui opera spazia su orizzonti musicali molto più vasti, incluse incursioni nel jazz o nella fusion)
- il rock demenziale costituisce un mercato con un proprio segmento di pubblico trasversale e quindi, come in altri casi (per esempio in quello della world music), il genere viene definito in funzione del suo mercato.

Nei paesi anglosassoni non esiste un genere simile, ma è possibile comunque un accostamento con il comedy rock, e fra i suoi esponenti possono essere inseriti artisti come Frank Zappa, la cui vena artistica non solo include dei testi ironici o dissacranti, ma anche veri e propri spettacoli teatrali con differenti generi e stili musicali sapientemente miscelati a scopo parodistico. I testi sono un elemento fondamentale del rock demenziale, e dunque non è raro il caso di artisti che si sono specializzati nel realizzare cover di brani celebri riscrivendone i testi con intento ironico, dissacratore o semplicemente goliardico (come ad esempio "Weird Al" Yankovic o Stefano Nosei).

## Il rock demenziale in Italia

### Le origini
La tradizione musicale italiana vanta numerosissimi esempi di "demenziale pre-rock", essendo sempre stato presente un filone umoristico e satirico, a partire da alcune canzoni di musica leggera del '900, fra cui Maramao perché sei morto?, la Casetta in Canadà, Papaveri e papere, I pompieri di Viggiù, fino ad alcune canzoni swing di Fred Buscaglione e Renato Carosone.
Fra i precursori del rock demenziale sono stati (come ha sostenuto Freak Antoni) personaggi come Pippo Starnazza (con il suo gruppo, il Quintetto del Delirio), Rodolfo De Angelis o Ettore Petrolini (basti pensare alla sua I salamini), che hanno coniugato le sonorità del jazz delle origini che in quegli anni si diffondeva anche in Italia con testi divertenti e, a volte, anche parodistici; negli anni successivi possiamo ricordare alcune canzoni scritte dal maestro Lelio Luttazzi (come Il giovanotto matto o Una zebra a pois, quest'ultima cantata da Mina) o alcune di Giacomo Osella (Sul mar Pacifico), di Natalino Otto (Ho un sassolino nella scarpa o Mamma, voglio anch'io la fidanzata) di Alberto Sordi (Nonnetta, Il carcerato, Il gatto e Il milionario, tutte scritte tra il 1948 e il 1950 e di Johnny Dorelli (Johnny Vitamina, Carolina Dai!..., Golosona, Che Bestia e altre).

### Gli anni sessanta
I primi esempi di brani che corrispondono alla definizione odierna di rock demenziale si trovano in Italia tra la fine degli anni cinquanta e i primi anni sessanta, in particolare nell'opera di Clem Sacco (Oh mama voglio l'uovo alla cocque, Baciami la vena varicosa, Banana rock e altre), Ruggero Oppi (specializzato in testi con doppi sensi come Ai romani piaceva la biga o Miss Arrizza), Loris Banana (L'uovo fresco) e Riz Samaritano (Cadavere spaziale, incisa anni dopo anche da Elio e le Storie Tese, Che calze vuoi da me e altre, soprattutto i brani con arrangiamenti più beat, come Non rompetemi i bottoni), Gianni Pucci (Twist del barbiere), Fred Bullo (Tritolo twist); veri precursori sono poi I Brutos, con canzoni come Destinazione luna o Una bionda un po' scema per 4 scemi che vanno a remi:
Furono in qualche misura "protodemenziali" anche Enzo Jannacci e Giorgio Gaber (con i dischi incisi insieme con lo pseudonimo I Due Corsari, si pensi a Una fetta di limone), o I Gufi, ma sporadici esempi di questo filone si possono trovare anche nel repertorio di artisti insospettabili, come Rita Pavone (La bretella o Orazi e Curiazi) o come Gianni Meccia (con Odio tutte le vecchie signore del 1959). Tra i gruppi beat sono senza dubbio da citare I Balordi con la loro Vengono a portarci via, ah ah! e Ugolino, con la sua Ma che bella giornata: ma dal punto di vista delle sonorità Balbettando, canzone del 1967 de I 5 Monelli è senza alcun dubbio la canzone più vicina al rock demenziale degli Skiantos, con un ritmo incalzante di batteria e un tirato assolo di chitarra.

### Gli anni settanta
Negli anni settanta ebbero grande fortuna gli Squallor (anche se molte delle loro canzoni non appartengono al genere rock) e successivamente gli Skiantos. Fu proprio Freak Antoni degli Skiantos il primo a usare l'espressione "Rock demenziale", pubblicando nel 1978 il manifesto del rock demenziale (allegato alla prima edizione del secondo album del gruppo, MONO tono, che tra le sue tesi ha quella che caratterizzerà tutto lo sviluppo del movimento: È ora di finirla con la musica fatta solo da chi sa suonare, è ora di suonare senza sapere suonare, continuando a suonare senza per carità imparare a suonare). Con gli Skiantos il termine demenziale assunse un significato politico e di rifiuto e beffarda ironia contro la retorica delle istituzioni e dei benpensanti. Freak Antoni dichiarò: "demenziale può somigliare a surreale ma anche a banale e a non intellettuale […] il demente non capisce la differenza tra demente e demenziale". In seguito avrebbe dato nel proprio libro Badilate di cultura la seguente defininizione del termine: "Tutto ciò che è assurdo e bizzarro insieme, non eroico, non retorico, non modaiolo, non istituzionale […] un cocktail di pseudofuturismo, dada, goliardia, improvvisazione, […] provocazione con ironia d’avanspettacolo, poesia surreale soprattutto cretina".
In quel periodo Bologna diventa la capitale di questo genere grazie all'etichetta Harpo's Bazar che prenderà in seguito il nome di Italian Records, con moltissimi gruppi che nascono e che poi svilupperanno la loro creatività in direzioni a volte anche molto diverse: ricordiamo i Windopen di Roberto Terzani, i Teobaldi Rock di Luca Carboni, i Luti Chroma di Tullio Ferro e Mauro Patelli, i Supercircus di Andrea Mingardi. Il movimento demenziale si diffonde in tutta Italia: a Roma era già da tempo in attività un musicista che rimanda (anche nell'aspetto fisico, oltre che per la musica) a Frank Zappa: si tratta di Sandro Oliva che fa anche una piccola apparizione in Ecce bombo di Nanni Moretti prima di essere reclutato da alcuni ex collaboratori del suo maestro, The Grandmothers; a Torino invece vengono scoperti da Giulio Tedeschi i Righeira, che incidono per l'Italian Records Bianca surf, mentre a Milano si forma un gruppo tutto femminile, le Kandeggina Gang. Nel 1980 uscirà l'album Macchina maccheronica degli Stormy Six, tentativo di recuperare la tradizione folk in chiave ironica alla Zappa.
A metà degli anni settanta nasce a Udine il gruppo Frizzi Comini Tonazzi, ancora attivo: sebbene la loro produzione non si limiti a pezzi comici e dissacranti, è proprio a questi, ai più sboccati e scurrili cantati anche in lingua friulana, che è dovuta la loro notorietà, e sono considerati perciò tra i "padri" del demenziale.

### Gli anni ottanta e novanta
Grazie agli Skiantos, che continuano con fasi alterne, per tutto il decennio Ottanta il fenomeno si allarga oltre che a Bologna dove si formano anche i Lino e i Mistoterital, a Milano dove nascono Elio e le Storie Tese e anche nel resto d'Italia. A Napoli emerge il cantautore Tony Tammaro. Negli anni novanta emergono i Prophilax, gruppo romano caratterizzato da temi pornografici e goliardici, oltre che demenziali; per questo vengono definiti i pionieri del "Porno Rock". A Torino, dopo i già citati Righeira, nascono molti gruppi e solisti demenziali, come Marco Carena (attivo dall'inizio del decennio con il gruppo Le vecchie pellacce), i Camaleunti, i Powerillusi, le Trombe di Falloppio, Persiana Jones e le Tapparelle Maledette, i Belli Fulminati nel Bosco, tutti formatisi tra il 1986 e il 1989; questo fenomeno porterà, nel 1990, alla nascita del Festival di Sanscemo. Tra gli anni ottanta e i novanta emergono Leone Di Lernia, considerato il maestro della parodia (esegue di solito successi internazionali di musica dance con testi demenziali in italiano e tranese), Federico Salvatore (che canta prevalentemente in napoletano) e Francesco Salvi.
Il gruppo che però catalizzerà il genere, portandolo anche al vero successo commerciale, da metà anni ottanta e soprattutto nel successivo decennio furono senz'altro i milanesi Elio e le Storie Tese, che, in parte ispirati da Frank Zappa, rappresentano ancora oggi il gruppo musicale demenziale di maggior successo commerciale in Italia. Sulla scia dell'affermazione di questo gruppo e grazie alla vetrina del Festival di Sanscemo iniziano a nascere molti gruppi di rock demenziale, anche se pochi riescono ad ottenere notorietà a livello nazionale e tanto meno duratura.
Tra i gruppi recenti di maggior successo si possono citare i bolognesi Gem Boy, che grazie al passaparola, al web e alla diffusione libera dei loro brani tramite musicassette ed MP3, diventano famosi in tutto il territorio italiano, su cui sono costantemente in tour. Ci sono inoltre dei gruppi demenziali, che stanno fra l'altro ottenendo successo nazionale e internazionale, che fanno il verso alle maggiori band dell'heavy metal e agli stereotipi di tale genere. I più importanti fra questi sono Gli Atroci e i Nanowar of Steel, provenienti rispettivamente da Bologna e Roma.